# Canino superiore

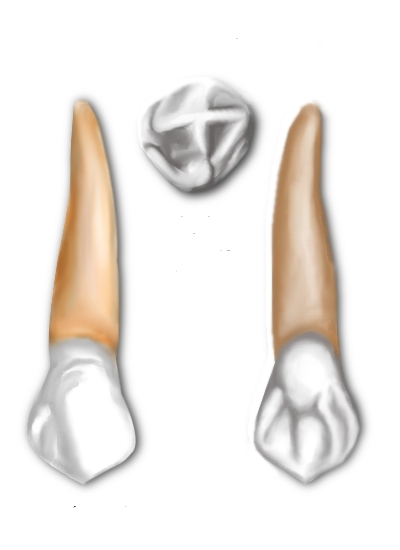
Canino superiore

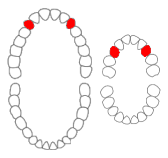
I canini superiori:
definitivi e da latte

Il canino superiore è il terzo dente dell'arcata dentaria. È l'elemento più lungo: misura 27 mm di cui 10 coronali e 17 radicolari. Ha un diametro mesiodistale piuttosto stretto (7,5 mm), mentre quello vastibolo-palatale è relativamente ampio (8 mm); le misure al colletto, in senso mesiodistale e vestibolo-palatale, sono rispettivamente 5,5 mm e 7 mm.  Presenta caratteristiche che ricordano gli incisivi nella parte mesiale, ed i premolari nella parte distale.
È un elemento di transizione tra gli incisivi e i premolari: la metà mesiale risulta regolarmente convessa, più simile all'incisivo laterale; la metà distale è caratterizzata da convessità che la fanno somigliare al premolare. 

## Disposizione e rapporti
Il canino mesialmente prende contatto con la faccia distale dell'incisivo laterale piuttosto in alto, a livello del terzo coronale; viceversa il contatto distale è nel terzo medio, e rivolto al primo premolare. Con il tempo e con l'usura dei denti questo contatto diventa mesialmente una superficie ellittica piuttosto allungata in senso corono-cervicale, mentre distalmente la superficie di contatto è piuttosto rotondeggiante.

## Morfologia coronale
Vestibolarmente  ha generalmente la forma di una lancia: stretto a livello cervicale, si allarga nel terzo medio per terminare quasi appuntito nella sommità cuspidale. La superficie è piuttosto convessa, con l'eccezione di un solco mesiale che dalla metà coronale si allarga verso la cuspide; una depressione distale che nasce dalla giunzione amelocementizia, si stringe nel terzo medio e si allarga sul versante distale della cuspide. Queste due evidenti incisure o depressioni, delimitano 3 lobi coronali: il centrale è il più importante ed è diviso un due versanti da una costa cervico occlusale che termina con la cuspide del canino. Il versante distale di detta cuspide è più lungo di quello mesiale per cui essa è spostata in senso mesiale rispetto all'asse centrale del dente. L'angolo mesiale risulta meno arrotondato del distale e anche i punti di contatto sono più in basso nella mesiale  e più in alto nella distale. Nella zona del colletto, cioè il terzo cervicale si notano le creste cervicali delle rugosità che ripetono la forma semicircolare del colletto.
Palatalmente presenta rilievi più o meno marcati da individuo a individuo: un cingolo occlusale allungato in senso cervico-occlusale, congiunto alla cuspide da una cresta di smalto che prende il nome di "cresta orale" o rilievo longitudinale, le creste marginali sono ben disegnate e molto convesse fanno da "rinforzo" ai bordi prossimali del dente. Distinguiamo dunque due fosse laterali (una mesiale ed una distale) delimitate da un lato dalle creste marginali, dall'altro dalla cresta orale. 
Distalmente e mesialmente il canino ha forma di cuneo, con contorno linguale a forma di "S". Da questa prospettiva è evidente la convessità delle creste marginali. La linea cervicale presenta la convessità rivolta in senso cuspidale tuttavia il versante distale mostra una linea cervicale meno accentuata rispetto a quella osservabile dalla faccia mesiale. Da questi aspetti si nota lo spostamento vestibolare della cuspide.
Occlusalmente mostra una superficie ben distinta dalle coste cuspidali in una porzione vestibolare e una palatale. Il contorno mesiale è piuttosto convesso, mentre distalmente sono presenti concavità sia vestibolari sia palatali. La sommità della cuspide è spostata verso il lato mesiale.

## Morfologia radicolare
Il canino è monoradicolato: il tronco radicolare è piuttosto largo per i 2/3 cervicali, poi si assottiglia bruscamente fino all'apice, che risulta lievemente piegato in senso distale o, più raramente, mesiale. Sia la faccia mesiale sia quella distale della radice sono attraversate per tutta la loro lunghezza, da una depressione longitudinale (più marcata sul lato distale). La presenza di queste depressioni è caratteristica dei canini, contribuiscono a conferire a questi elementi dentari una grande stabilità e ritenzione all'interno dell'alveolo: inoltre impediscono che il dente ruoti sul suo asse centrale.
La radice è attraversata da un unico canale radicolare, generalmente piuttosto ampio. Nel 24% dei casi dal canale principale si dipartono canali laterali, nell'8% dei casi le ramificazioni sono solo apicali.
Nel dente giovane la camera pulpare è molto ampia, specialmente in senso mesio-distale. Col passare del tempo, l'apposizione di dentina terziaria riduce la cavità pulpare tendendo ad arrotondarne la sezione.

## Odontogenesi
La calcificazione della corona comincia verso i 4-5 mesi e viene completata verso i 6-7 anni. Il dente erompe verso i 12 anni, sostituendo il deciduo, e la rizogenesi è completata tra i 13 e i 15 anni.
Il deciduo erompe tra i 16 e i 20 mesi.